# Die Hölle sind wir
Die Hölle sind wir (Originaltitel: Hell in the Pacific) ist ein US-amerikanischer Spielfilm aus dem Jahre 1968. Der Kriegsfilm von John Boorman mit Lee Marvin und Toshirō Mifune in den Hauptrollen zeigt den Überlebenskampf zweier verfeindeter Soldaten auf einer unbewohnten Pazifikinsel.

## Handlung
In den letzten Kriegstagen des Zweiten Weltkrieges stranden unabhängig voneinander ein amerikanischer und ein japanischer Soldat auf einer unbewohnten Insel im Pazifik. Als Angehörige zweier Kriegsparteien sind sie Gegner und durch die Feindbilder, die sie im Kopf haben, machen sie sich das Leben und Überleben auf dem Eiland schwer. Sie stehlen sich die knappen Vorräte und nehmen einander gefangen. Mit der Zeit wird ihnen jedoch klar, dass sie nur durch gegenseitige Hilfe gemeinsam überleben können. Sie beschließen, zusammen ein Floß zu bauen, um von der Insel zu entkommen. Nach beschwerlicher Zeit auf See finden sie eine andere Inselgruppe mit einem zerstörten und verlassenen japanischen Stützpunkt. In den dort verstreuten Zeichen der Zivilisation finden sie neben Annehmlichkeiten wie Sake oder Zigaretten auch eine Zeitschrift, die die Schrecken des Krieges beiden wieder vor Augen führt. Dies lässt den Konflikt zwischen beiden wieder aufflammen. Währenddessen gerät der Stützpunkt wieder unter Artilleriefeuer und beide werden schließlich von der Explosion eines Treffers getötet. In einem alternativen Ende des Films gibt es keine Explosion und beide trennen sich und gehen separate Wege.

## Hintergrund
Regisseur John Boorman, Hauptdarsteller Lee Marvin und Drehbuchautor Alexander Jacobs hatten schon in Boormans Vorgängerfilm Point Blank zusammengearbeitet. Auch Die Hölle sind wir entstand für die Produktionsfirma MGM, gedreht wurde auf Palau im Pazifik. Trotz des Erfolgs von Point Blank verfügte Boorman bei diesem Film über weniger künstlerische Freiheit. Die Firmenleitung erzwang für das ursprüngliche, offene Ende, in dem die beiden Männer am Ende betrunken auseinandergehen und überleben, einen alternativen Schluss, der den Tod der beiden durch eine Bombenexplosion andeutet. Letztere Fassung wurde in den britischen Kinos gezeigt. Die Hölle sind wir entpuppte sich als der erste finanzielle Reinfall in Boormans Karriere.
Die Hölle sind wir startete am 18. Dezember 1968 in den amerikanischen und am 5. September 1969 in den deutschen Kinos.
Der Film weist starke Parallelen zu Shimon Wincelbergs erstmals 1959 aufgeführtem Theaterstück Kataki auf. Trotz der Versicherung der an dem Film Beteiligten, das Stück weder namentlich noch inhaltlich gekannt zu haben, klagte Wincelberg erfolgreich auf Entschädigung.
Beide Hauptdarsteller haben Kriegserfahrung. Marvin diente bei den US-Marines im Pazifikkrieg und erhielt ein Purple Heart. Mifune diente in der kaiserlichen japanischen Armee.

## Kritiken
„Ein uneinheitlich inszenierter Film, der einige Möglichkeiten des Stoffes verschenkt und nur bei der Beleuchtung menschlicher Verhaltensweisen zu einer greifbaren Aussage kommt. Dank der beiden vorzüglichen Darsteller wird aber dennoch recht eindrücklich das Widersinnige von Feindschaft und Haß aufgezeigt.“

„Der Film weiß interessant das anfängliche Gegeneinander und das spätere Miteinander in der Kunst des Überlebens zu schildern. Bis auf den abrupten Schluß, mit dem man sich der Frage nach dem weiteren Verhalten der Kriegsgegner nach Rückkehr in bewohnte Regionen entzieht, eine überzeugend dargebotene Robinsonade, in ihrer Realistik mehr für Erwachsene geeignet.“